# La Tour-de-Peilz
La Tour-de-Peilz é uma comuna da Suíça, situada no distrito do Riviera-Pays-d'Enhaut, no cantão de Vaud. Tem 3,29 km² de área e sua população em 2018 foi estimada em 11.829 habitantes.